# 大塚にんじん
大塚にんじん（おおつかにんじん）は、山梨県西八代郡市川三郷町の大塚地区で栽培されているニンジンである。

## 概要
大塚にんじんの品種は国分鮮紅大長（こくぶん せんこう おおなが）と呼ばれるもので、群馬県高崎市の国分地区で育成され、全国に広まったものである。国分鮮紅大長は通常では長さが最大60cm程だが、大塚地区では80cm～120cmに育つ。これは大塚地区が、数千年前の八ヶ岳噴火により火山灰が堆積した「のっぷい」（のっぺらぼう）と地元で呼ばれる土壌で、肥沃なうえ根菜の成長を阻害する石が殆どないことから、通常より長いニンジンが育成されるためである。
大塚地区では明治時代には栽培が始まっていたとみられ、2000年頃には生産農家が3軒まで減少した。市川三郷が地域おこしの素材として注目し、品評会を開くなどPRと栽培奨励に力を入れた結果、2017年時点では50軒が栽培している。深さ1m程度まで施肥できる耕作機が導入され、以前より更に長く育つようになった。
一般的なニンジンと比較するとカロチン（ビタミンA）は1.5倍、リボフラビン（ビタミンB2）は3倍、ビタミンCは2.3倍多く含まれている。

## 利用
収穫期は12月であり、大塚地区では収穫期になると収穫祭が行われる。
食材としてはそのまま調理し、炊き込みご飯や味噌汁の具材として使用されるほか、乳酸発酵させてジュースとしても出荷されている。ジュースはECサイトや山梨県内の中央高速道路のSA・SAでも販売されている。
大塚にんじんは地域ブランド化されており、西八代郡農業協同組合（現・山梨みらい農業協同組合）によって地域団体商標（第5579893号）されている。